# Битва при Бизани
Битва при Бизани — сражение между греческой и османской армиями, состоявшееся 4—6 марта 1913 года на подступах к столице провинции Эпир городу Янина. Крупнейшее сражение заключительного этапа Первой Балканской войны.

## Предыстория
С началом Первой Балканской войны греческая армия была разделена на две армии: Фессалийскую (Македонская) и Эпирскую. Фессалийская (Македонская) армия располагала 7 дивизиями. Эпирская армия располагала только 8 батальонами и отрядами добровольцев из находившегося ещё номинально под османским контролем острова Крит, гарибальдийцев, греков и иностранцев. В общей сложности в Эпирской армии было 7800 человек и 24 орудия, то есть в действительности армия представляла собой 1 дивизию.
С другой стороны, группировка османов, базировавшаяся в укрепленном регионе Янина, располагала под командой Эссат-паши 30 тысячами солдат и 30 орудиями. При таком соотношении сил (4:1 в пользу турок) Эпирской армии была отведена роль обороняющегося фланга, в то время как основные силы греческой армии должны были наступать в Македонии. Совершенно не случайно командование этой армией было поручено старому штабному генералу Константиносу Сапундзакису, который был домашним репетитором наследного принца Константина. От Сапундзакиса ждали лишь одного: удержать линию фронта на реке Арахтос, которая тогда была границей между греческим королевством и Османской империей.

## Флот
Кроме Эпирской «армии», в Ионическом море Греция располагала и флотом соответствующего размера и качества. Это было сборище всевозможных парусно-паровых вооружённых плавсредств почтенного возраста. Но были в составе флота 4 единицы, которые удивляют греческих историков, привыкших к отсутствию у греческого государства долгосрочного планирования. Это были 4 малые канонерские лодки, построенные в 1880 году с расчётом на операции в бывшем тогда под османским контролем Амбракийском заливе (водоизмещение 52 тонны, скорость 12 узлов, осадка 1,5 м). Настал их час.
В ночь с 4 (17) на 5 (18) октября, канонерки «α» и «β», под командованием капитанов Н. Матикаса и К. Бубулиса, рискуя быть немедленно расстрелянными артиллерией крепости Превеза, прошли под носом у турок узким проливом (всего лишь в 1/2 мили) в Амбракийский залив. С этого момента залив оказался под греческим контролем канонерки начали оказывать существенную помощь армии.

## 4:1 и 1:4
5 (18) сентября 1912 года греческая армия, имея численное превосходство против турецких сил 4:1, начала поход в Македонию. Все внимание было приковано к македонскому фронту, когда из Эпира стали приходить странные новости. Старый штабист и «бюрократ» с юношеской опрометчивостью наступал против противника, имевшего четырёхкратное превосходство.
12 (25) октября была освобождена Филиппиада, 21 октября (3 ноября) был освобожден город Превеза. При этом, укрывшийся от греческих канонерок под защиту береговых батарей турецкий «Анталья» был затоплен экипажем.
24 октября (6 ноября) Сапундзакис одержал тактическую победу в сражении при Пенте Пигадия.
5 (18) ноября майор жандармерии химариот Спирос Спиромилиос во главе отряда добровольцев, сформированного на острове Керкира, высадился и освободил город Химара, Северный Эпир (ныне южная Албания).
Совершенно неожиданно для всех к концу октября батальоны Сапундзакиса вошли в ном Янина. Перед ними стоял Бизани.

## Бизани
Сам естественный рельеф местности южнее Янина давал османам исключительные возможности для обороны. Эти возможности были приумножены фортификациями, построенными под руководством германского генерала Rüdiger von der Goltz.
Фортификации были оборудованы бетонными укрытиями для артиллерии, бункерами, окопами, колючей проволокой, прожекторами и пулеметными точками.
Сеть обороны Янина включала в себя 2 основные крепости (Бизани и Кастрица на южных подходах к городу) и 5 фортификаций поменьше, прикрывающих город кольцом с запада и северо-запада. Фортификации были хорошо оборудованы артиллерией (102 орудия, в основном 87-мм калибра).

## Политическая обстановка
После освобождения города Фессалоники, греческий премьер-министр Венизелос переключил своё основное внимание на Эпир. Причиной стал новый элемент на геополитической карте. Под протекцией Австро-венгерской империи и Италии стало формироваться албанское государство, причем в видении австрийских и итальянских дипломатов границы новоиспеченного государства должны были простираться от города Шкодер на севере до города Превеза на юге. Это означало включение в албанское государство и Северного и Южного Эпира, что противоречило греческим национальными интересам, истории и демографии региона.
И Венизелос и Константин видели приближение войны с Болгарией, но по настоянию Венизелоса, Константин выделил 2-ю дивизию, под командованием генерала Каллариса, которая была отправлена морем в Превезу.

## Первый приступ
Имея теперь в своем распоряжении 2 дивизии и добровольцев, общей численностью в 25 тыс. человек, Сапундзакис решил атаковать.
Но и турецкие силы были усилены 12 тыс. солдат Павит Паши, отступившим после боя с сербами у Монастира (Битола) и подошедшим к Янина. Турецкие силы достигли 35-40 тыс. солдат.
Греческое наступление началось 29 ноября (12 декабря) и было неудачным с первого дня. Наступательный манёвр отряда критских и других добровольцев, при поддержке 1 батальона пехоты и 1 батареи, с целью выйти в тыл обороняющихся, не удался. В этом сражении при местечке Дрискос погибли греческие гарибальдийцы: поэт Лорендзос Мавилис и офицер, политик и писатель Александрос Ромас.
Одновременно все атаки 2-й дивизии, непосредственно на сам Бизани, с 7 по 8 (20-21) декабря были отбиты с тяжелыми потерями.

## Второй приступ

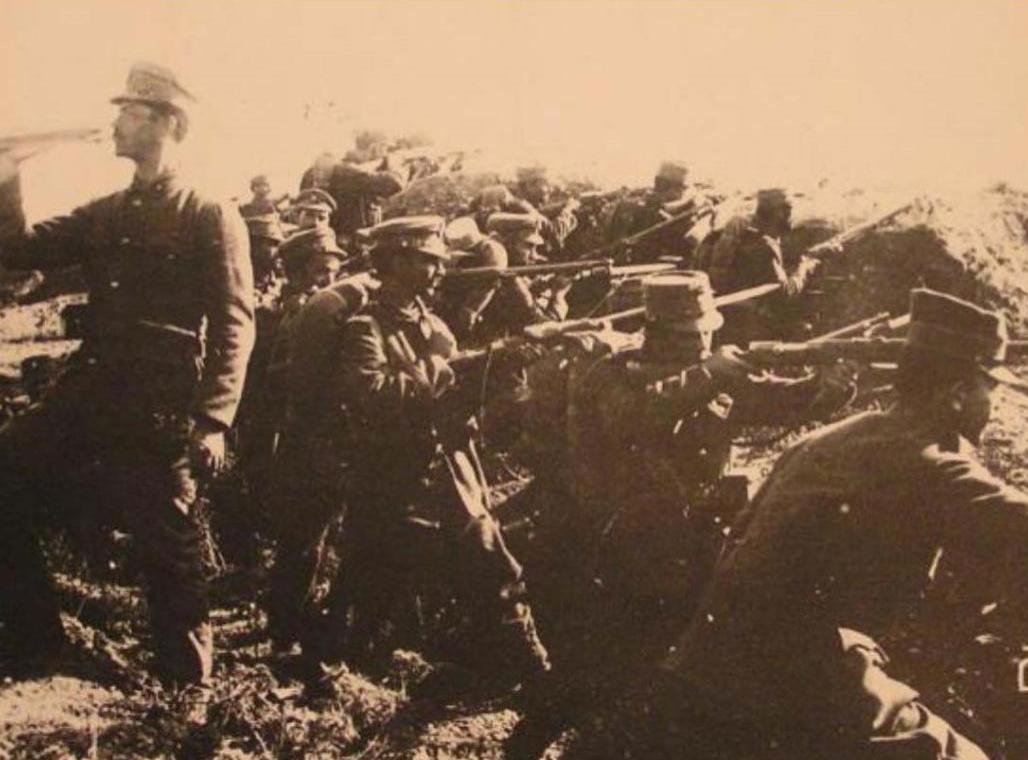
Наступление греческой пехоты

20 ноября, 6-я греческая дивизия из Западной Македонии вышла в Северный Эпир и освободила город Корча, перерезав тем самым один из последних путей снабжения и угрожая левом флангу турецкой группировки в Янина.
Венизелос, находившийся в Лондоне, с беспокойством наблюдал за военными и политическими событиями. Венизелос настоял и Константин был вынужден отозвать и перебросить морем в Эпир 4-ю дивизию генерала Мосхопулос, Константинос из города Флорина и большую часть 6-й дивизии из Корча.
Одновременно Константин был назначен командующим армиями Македонии и Эпира. Венизелос настаивал на том, чтобы Константин лично возглавил наступление в Эпире.
Константин сопротивлялся и переброске сил перед лицом надвигающейся конфронтации с Болгарией и своему новому назначению, но приняв командование Эпирской армией взял с собою и 1-ю дивизию, оголив ещё более Македонию.

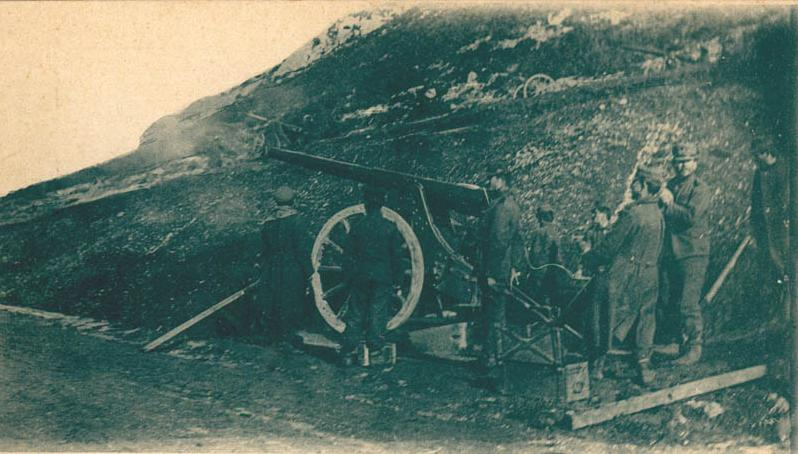
Греческая артиллерия стреляет по турецкому форту

После переброски 3-х дивизий, численность армии Эпира достигла 40 тыс. человек и 80 орудий (из них 12 тяжелых, калибрами 105 и 155 мм) и 6 бипланов.
Но и к противнику прибывали отступающие из Македонии османские солдаты.
В этот период продолжались артиллерийские дуэли, атаки нерегулярных албанских отрядов на греческие линии и бомбардировка целей в городе греческими бипланами.
Наступившая тяжелая зима и проблемы со снабжением давили морально на армию, которая жаждала ещё одной, последней, атакой положить конец своим лишениям.
Эти обстоятельства и оскорбленное самолюбие генерала Сапундзакиса привели к тому, что не дожидаясь приезда нового командующего, Константина, Сапундзакис предпринял 7 (20) января новую атаку. Понеся тяжелые потери армия добилась лишь несущественных тактических успехов.
Константин прибыл в Эпир 10 (23) января, но не стал прекращать сражения.
12 (25) января греческая армия прекратила наступление. Бизани в очередной раз остался неприступным.

## Местное население
Перед наступлением, отряды местного греческого населения, мужчины и женщины, прикрывали левый фланг греческой армии от возможного нападения османо-албанских сил из региона Парамитья, Теспротия.
Местные женщины, по козьим тропам, переносили на своей спине оружие, боеприпасы и продовольствие. В некоторых случаях, женщины приняли участие в боях и отличились.
Так, например, Мария Настули получила звание капитана, за проявленную доблесть.

## Политические события
10 января, в день, когда Константин прибыл в Эпир, в Константинополе состоялся переворот. К власти пришли младотурки Энвер и Талаат. Лондонские мирные переговоры были прекращены. Необходимость в скорейшем окончании военных действий в Эпире и переброске войск назад, в Македонию, становилась всё более острой.

## Сражение
После новой неудачи Сапундзакис был отстранён. Константин проинспектировал войска, которые получили дополнительные подкрепления и артиллерию.
Согласно новому плану Константина, армия должна была атаковать Бизани с юго-востока, но в действительности основное направление наступления будет предпринято в обход с юго-восточного фланга.
Греческая артиллерия начала обстрел 20 февраля (4 марта) и обстреливала Бизани в течение всего дня. Греческие орудия выпустили примерно по 150 снарядов на ствол, в то время как ответный огонь турок был значительно реже, по причине недостатка боеприпасов. Атака началась на следующий день. 4-я, 6-я и 8-я греческие дивизии атаковали восточный и западный секторы периметра обороны. Одновременно бригада Мецово произвела диверсионный рейд с севера.
Первое греческое соединение, при артиллерийской поддержке, пробило брешь в линии обороны к утру, в районе Цука. В последующие часы османская оборона была сломлена ещё в 5 местах.
В результате обороняющиеся османские соединения из Цука и Манолиаса отступили в Янина, чтобы избежать окружения.
Поскольку греческие войска проникли внутрь оборонительного периметра, Эссат-паша был вынужден отозвать свой резерв для обороны.
В 18:00 1-й греческий полк вместе с 9-м батальоном под командованием майора Иоанниса Велиссариу заняли село Агиос Иоаннис, у южных пригородов Янина.

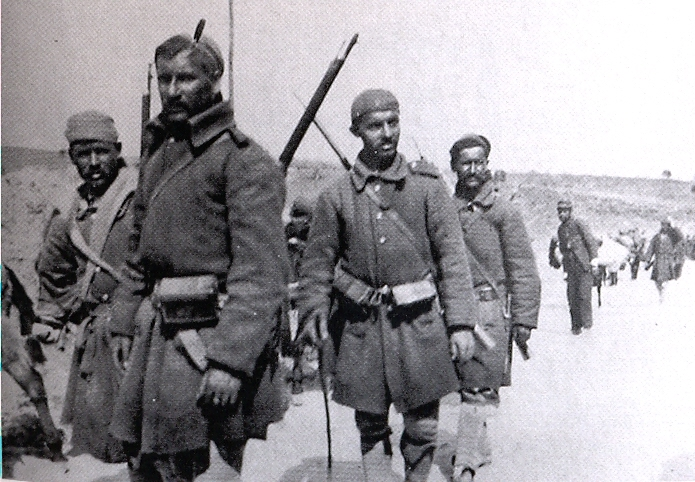
Эвзоны после битвы

В результате греческого наступления крепости Бизани и Кастрица в 16:00 оказались отрезанными от остальных османских сил и штаба в Янина.
С наступлением ночи крепости прекратили огонь и гарнизоны попытались пробиться через, ещё редкое, греческое кольцо окружения города. При этой попытке 35 офицеров и 935 османских солдат были взяты в плен греческими соединениями, находившимися у южных пригородов города.
На следующее утро греческие войска взяли ещё несколько турецких позиций, хотя в самих Бизани и Кастрица сопротивление продолжалось до сдачи города.
Эссат-паша, осознавая, что сражение проиграно, попытался переправить как можно больше войск и раненных на север.
Однако поскольку греческое наступление продолжалось, Эссат-паша запросил помощь иностранных консульств в переговорах о сдаче.
В 23:00 21 февраля (6 марта) Эссат-паша согласился на безоговорочную капитуляцию Янина и его гарнизона.
Османская армия Эпира (1 тыс. офицеров, 32 тыс. солдат и 120 орудий) сложила оружие.
Братья Эссат и Вахит Паша (прекрасно говорившие по-гречески потомки принявшего ислам греческого рода Гликас) были среди пленных. Лишь Павит-Паша с несколькими тысячами ушёл в Албанию.
На следующий день армия Константина прошла парадом по улицам города, где ликующее население встречало их с греческими флагами.
С другой стороны, и турки в Константинополе через некоторое время приветствовали Эссат-пашу как национального героя.

## Воздушная война
В этих боях греческая армия использовала небольшую эскадрилью из 6 бипланов «Maurice Farman MF.7». Бипланы базировались на лётном поле в Никополисе, произведя несколько разведывательных вылетов и бомбардировок со значительными результатами. Среди пилотов были Димитриос Камперос, Михаил Мутусис, Христос Адамидис. Турки вели по самолётам ружейный огонь, единственным результатом которого стало сбитие самолёта русского пилота греческого происхождения Николая Сакова (вероятно — первое в истории). Лётчику, однако, удалось посадить повреждённый аэроплан в Превезе, где он был отремонтирован и позднее возвращён на базу.
В день вступления греческой армии в Янина, Адамидис, который был к тому же и уроженцем города, посадил свой самолёт на площади перед мэрией, под восторженные возгласы своих сограждан.

## Эпилог

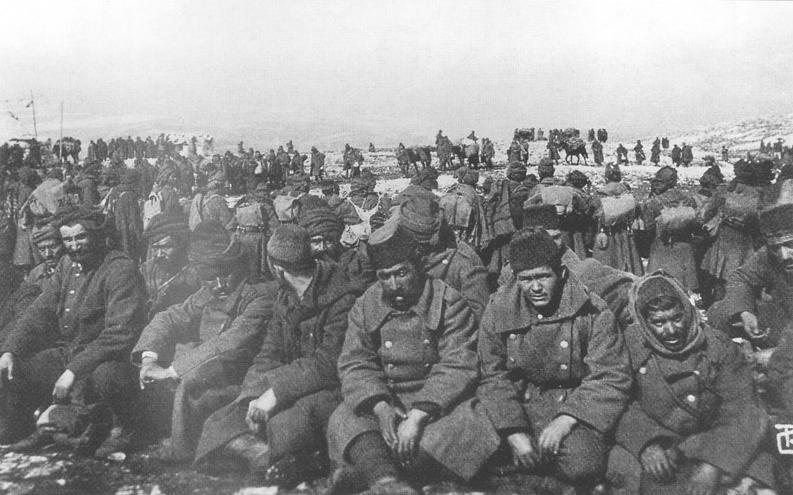
Османские военнопленные. После битвы при Бизани в плен попало около 8600 турецких солдат и офицеров

После взятия Янина, греческие войска продвинулись в Северный Эпир.
16 марта были освобождены города Гирокастра и Дельвина, а на следующий день Тепелена.
К концу войны греческая армия контролировала в Эпире территорию от Керавнийских гор, севернее Химары, до озера Преспа на востоке.
Южный Эпир воссоединился с Грецией. Что касается Северного Эпира, он был потерян для Греции через 12 лет, но не на поле боя, а на дипломатическом поприще и стал территорией Албании.
Успех греческой армии в Эпире в 1913 г. позволил греческой армии перебросить своевременно в Македонию войска, для надвигающейся конфронтации с Болгарией.
По мнению британского историка Ричарда Холла, сражение при Бизани и взятие Янина являются наивысшим военным достижением греческой армии в Первой Балканской войне.
Незначительное численное превосходство не явилось решающим фактором в успехе этой операции. Хорошо спланированное наступление, координация действий при исполнении плана не оставили возможности туркам вовремя отреагировать.
Сдача Янина закрепила за Грецией контроль Южного Эпира и Ионического побережья и исключила претензии формирующегося албанского государства на форпост на юге, сравнимого только со Шкодером на севере.

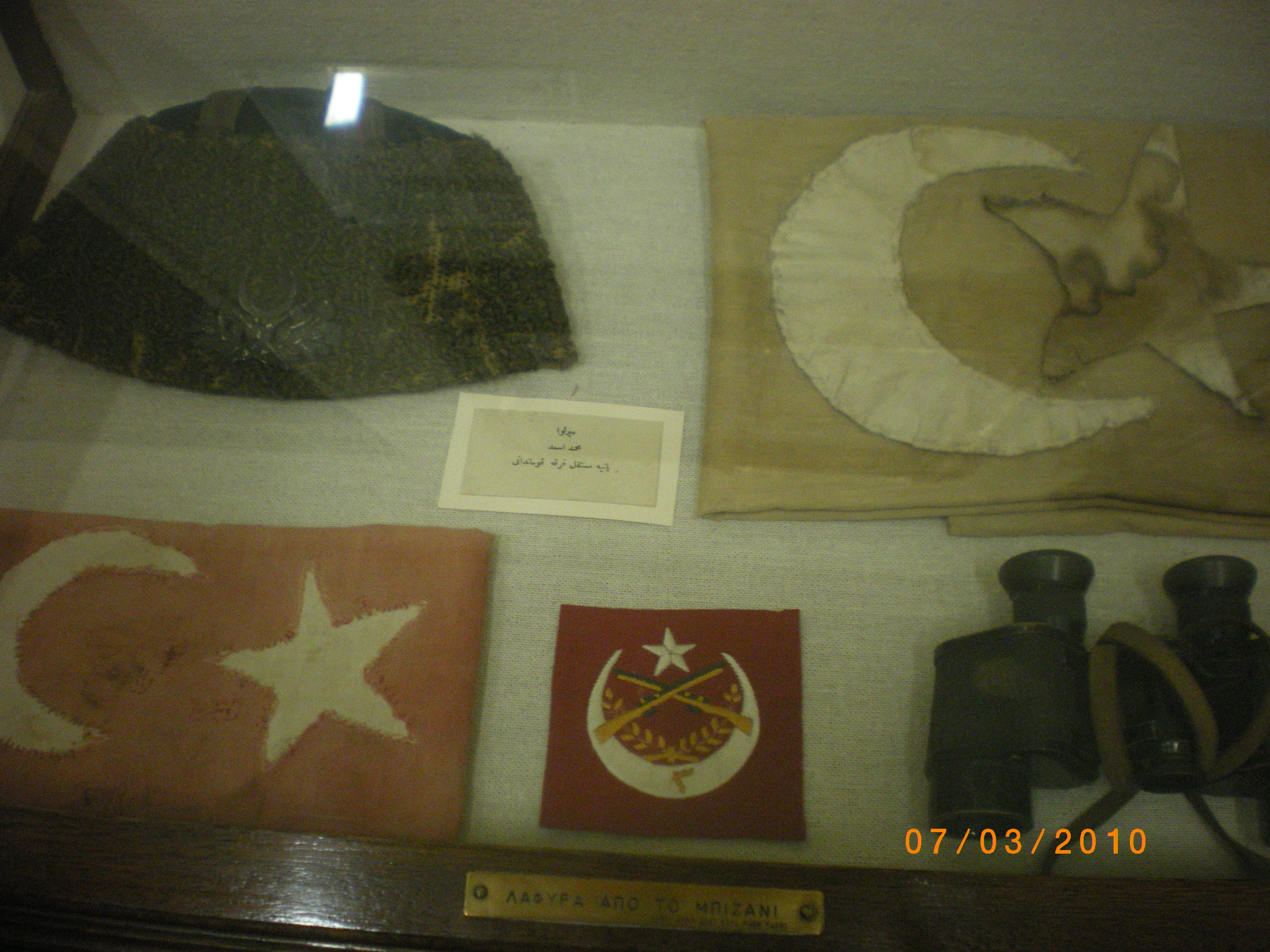
Трофеи греческой армии после битвы